# Mont Blanc de Cheilon
Il Mont Blanc de Cheilon (3.870 m s.l.m.) è una montagna delle Alpi Pennine (sottosezione Alpi del Grand Combin).

## Descrizione
Si trova nel Canton Vallese e al fondo della valle di Bagnes.

## La prima scalata
La prima ascesa alla vetta avvenne l'11 settembre 1865 ad opera di Johann Jakob Weilenmann e J. Felley.
Dalla montagna scende il Ghiacciaio del Gietro.

## Rifugi alpini

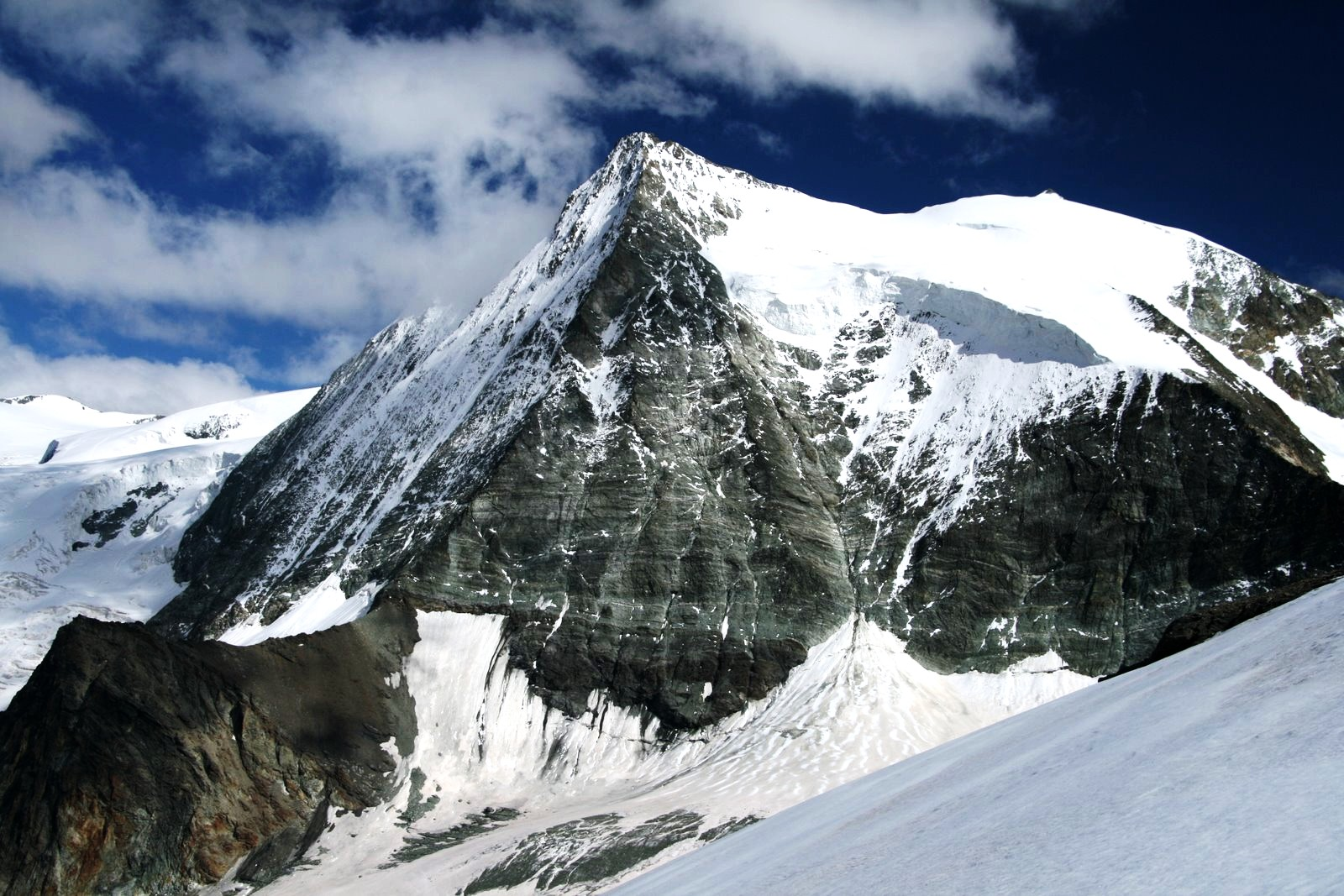
Versanti nord e ovest del monte.

I rifugi alpini che facilitano l'ascesa alla vetta sono:
- Cabane des Dix - 2.928 m
- Cabane des Vignettes - 3.158 m